# Jadel Gregório
Jadel Gregório (Jandaia do Sul, 16 september 1980) is een Braziliaanse atleet, die gespecialiseerd is in het verspringen en hink-stap-springen. Hij behaalde met hink-stap-springen op internationale kampioenschappen sinds 2001 nooit een slechter resultaat dan een zesde plaats (muv WK 2009).
Gregório deed ook mee aan de Olympische Spelen van Athene op het onderdeel verspringen, maar wist zich niet voor de finale te plaatsen; met hink-stap-springen daarentegen behaalde hij een vijfde plaats.
Tweemaal behaalde Gregório bij het hink-stap-springen een zilveren medaille op een WK indoor-toernooi: in 2004 met een sprong van 17,43 m en in 2006 met 17,56. Op de LBBW Meeting in 2006 werd hij derde met 16,95.

## Titels
- Braziliaans kampioen hink-stap-springen - 2001, 2002, 2003, 2004, 2005
- Braziliaans kampioen verspringen - 2002, 2004
- Zuid-Amerikaans kampioen hink-stap-springen - 2001, 2003
- Ibero-Amerikaans kampioen hink-stap-springen - 2002
- Zuid-Amerikaans jeugdkampioen hink-stap-springen - 1999
- Zuid-Amerikaans jeugdkampioen verspringen - 1999

## Persoonlijke records
Outdoor
| Onderdeel          | Prestatie    | Datum       | Plaats    |
| ------------------ | ------------ | ----------- | --------- |
| hink-stap-springen | 17,90 m (AR) | 20 mei 2007 | Belém     |
| verspringen        | 8,22 m       | 3 juni 2004 | São Paulo |

Indoor
| Onderdeel          | Prestatie | Datum            | Plaats     |
| ------------------ | --------- | ---------------- | ---------- |
| hink-stap-springen | 17,56 m   | 12 maart 2006    | Moskou     |
| verspringen        | 7,82 m    | 18 februari 2005 | Birmingham |

## Prestaties

### hink-stap-springen
Kampioenschappen
- 1999:  Pan-Amerikaanse jeugdkampioenschappen - 15,90 m
- 2001:  Universiade - 16,92 m
- 2002: 4e IAAF Grand Prix finale - 17,01 m
- 2003: 6e WK indoor - 16,86 m
- 2003:  Pan-Amerikaanse Spelen - 17,03 m
- 2003: 5e WK - 17,11 m
- 2003: 4e Wereldatletiekfinale - 16,91 m
- 2004:  WK indoor - 17,43 m
- 2004: 5e OS - 17,31 m
- 2004: 4e Wereldatletiekfinale - 17,13 m
- 2005: 5e WK - 17,20 m
- 2005:  Wereldatletiekfinale - 17,32 m
- 2006:  WK indoor - 17,56 m
- 2006:  Wereldatletiekfinale - 17,12 s
- 2006:  Wereldbeker - 17,42 s
- 2007:  Pan-Amerikaanse Spelen - 17,27 m
- 2007:  WK - 17,59 s
- 2007: 6e Wereldatletiekfinale - 16,95 m
- 2008: 6e OS - 17,20 m
- 2009:  Wereldatletiekfinale - 17,09 m
- 2009: 8e WK - 16,89 m
- 2010: 6e WK indoor - 16,78 m

Golden League-podiumplekken
- 2002:  ISTAF – 16,75 m
- 2004:  Bislett Games – 17,31 m
- 2004:  Meeting Gaz de France – 17,37 m
- 2004:  ISTAF – 17,14 m
- 2006:  Weltklasse Zürich – 17,35 m
- 2007:  ISTAF – 16,99 m
- 2009:  Meeting Areva – 17,12 m